# Dicranota (Rhaphidolabis) princeps
Dicranota (Rhaphidolabis) princeps is een tweevleugelige uit de familie Pediciidae. De soort komt voor in het Oriëntaals gebied.